# Lucien Sebag
Lucien Sebag, född 30 januari 1933 i Tunis, död 9 januari 1965 i Paris, var en fransk marxistisk antropolog och filosof. Han var verksam vid Centre national de la recherche scientifique (CNRS). Sebag tillhörde en inofficiell samling av fyra kommunistiska filosofer tillsammans med Alfred Adler, Michel Cartry och Pierre Clastres.

## Biografi
Lucien Sebag föddes i Tunis år 1933. Vid École normale supérieure (ENS) var han en av Claude Lévi-Strauss elever. År 1961 reste Sebag till Sydamerika för att tillbringa nio månader hos indianstammar i Paraguay och Bolivia.
Sebag forskade även inom semiotik och var elev till Greimas; med denne planerade Sebag att publicera ett arbete om strukturell semantik. Sebag var även intresserad av psykoanalys och var en av Jacques Lacans patienter.
I boken Marxisme et structuralisme, utgiven 1964, sökte Sebag förena marxismen och strukturalismen. Han dedikerade boken åt Lacans dotter Judith Bataille, i vilken han hade förälskat sig. Dottern avvisade Sebags kärleksförklaring och Lacan ansåg sig då inte kunna behålla denne i analys. Detta visade sig att vara katastrofalt för Sebag. Han begick självmord i januari 1965 genom att skjuta sig.